# Carmen Carriedo de Soto
Carmen Carriedo de Soto o María de Xerez (Jerez de la Frontera, 6 de noviembre de 1880, †11 de junio de 1966) fue una escritora y periodista destacada de la historia de la literatura jerezana. Contrajo matrimonio con Ignacio Ruiz de Villegas y Pérez.

## Biografía

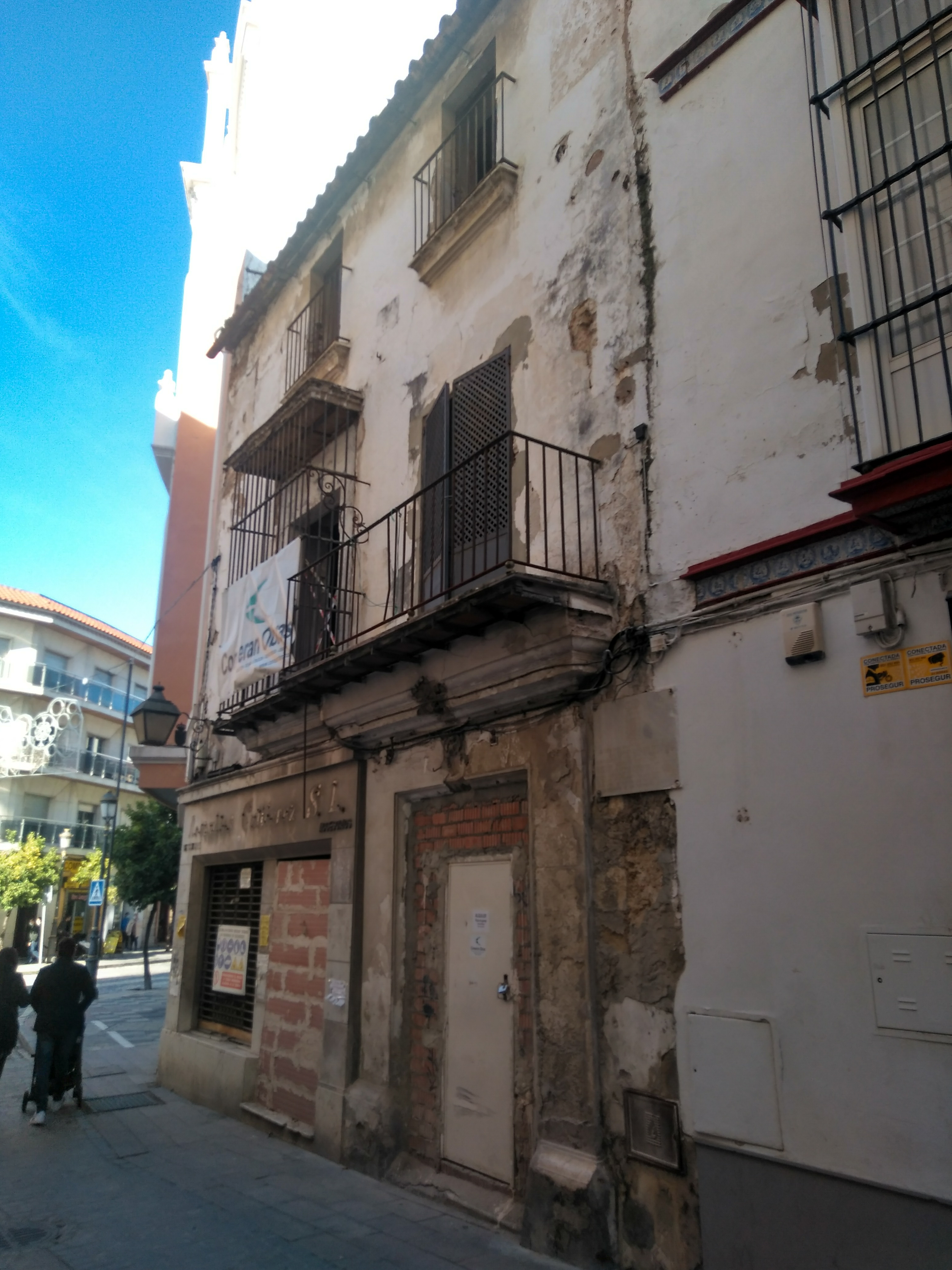
Casa de María de Xerez

Nació en la calle Prieta de la localidad de Jerez de la Frontera. A los 38 años comienza su carrera literaria a través del periódico El Guadalete con el seudónimo de María Xerez. Escribe sobre las costumbres de esta ciudad, el arte y el vino. Colaboradorá de diarios de la época como El Correo de Andalucía y el diario Ayer, entre otros, incluso en el diario ABC.

## Reconocimientos

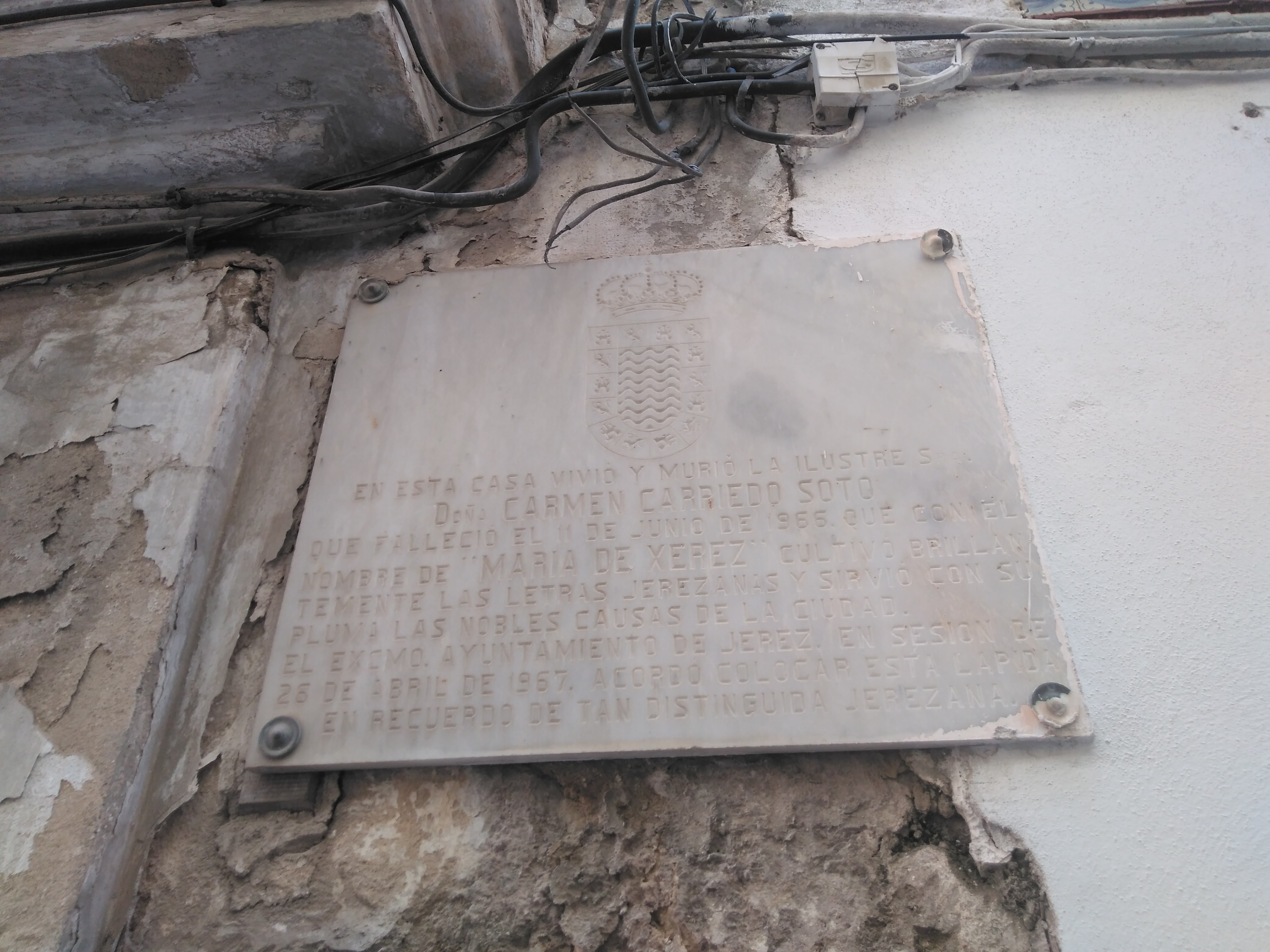
Placa en su memoria

Cuenta con una inscripción de mármol en la calle de Bizcocheros, número 3, de su ciudad natal. También con una calle que lleva su nombre en Jerez de la Frontera.

## Obras

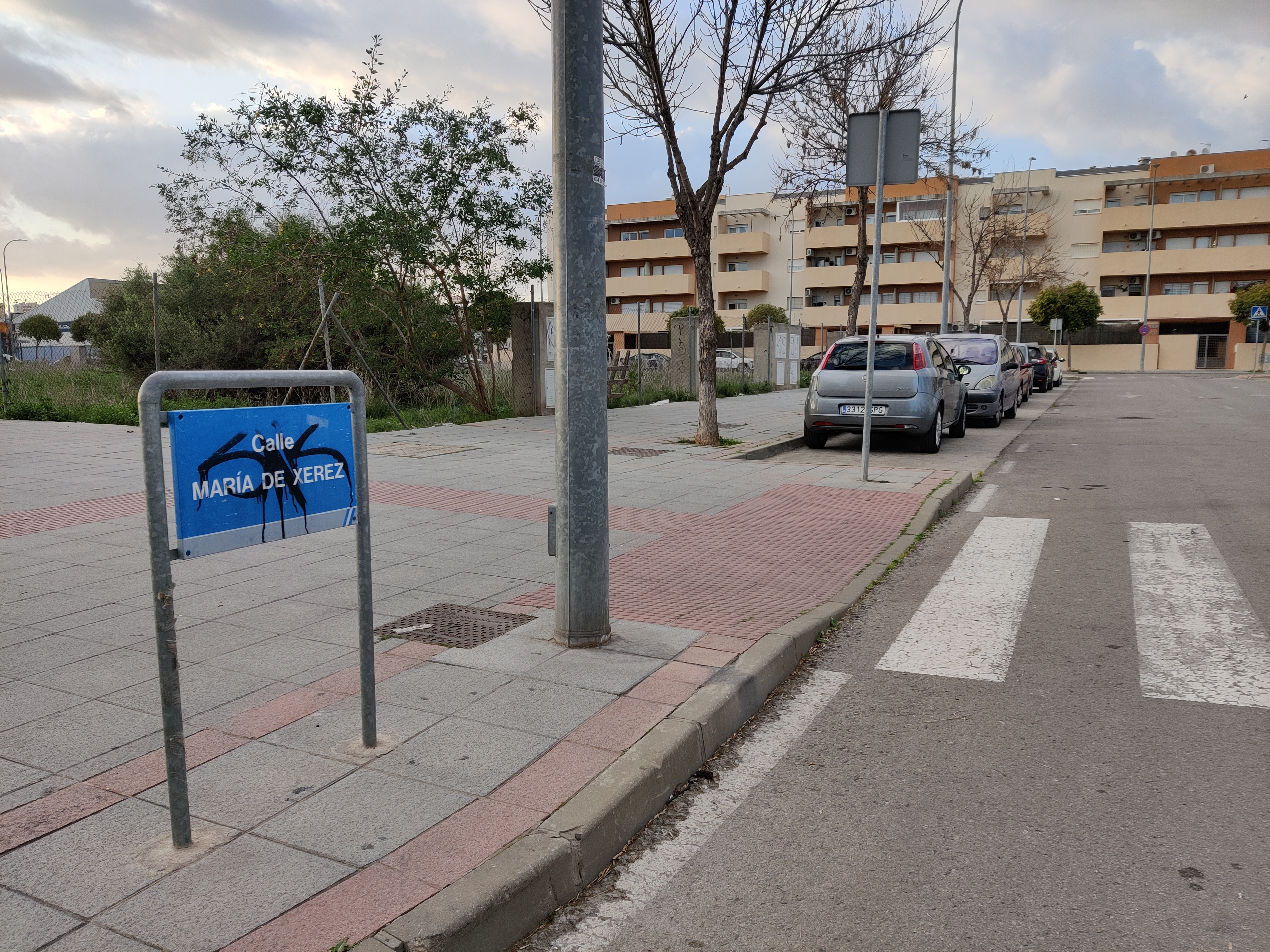
Calle en su memoria

- La niña azul.
- Despertar
- En la Aldea
- El castillo de Nichopa
- De mi jardín
- Desertar
- En plena epopeya
- El ciego de San Francisco
- Cantabria invicta